# Liste der Kulturgüter in Kirchberg BE
Die Liste der Kulturgüter in Kirchberg BE enthält alle Objekte in der Gemeinde Kirchberg im Kanton Bern, die gemäss der Haager Konvention zum Schutz von Kulturgut bei bewaffneten Konflikten, dem Bundesgesetz vom 20. Juni 2014 über den Schutz der Kulturgüter bei bewaffneten Konflikten sowie der Verordnung vom 29. Oktober 2014 über den Schutz der Kulturgüter bei bewaffneten Konflikten unter Schutz stehen.
Objekte der Kategorien A und B sind vollständig in der Liste enthalten, Objekte der Kategorie C fehlen zurzeit (Stand: 3. März 2024). Unter übrige Baudenkmäler sind geschützte Objekte zu finden, die im Bauinventar des Kantons Bern als «schützenswert» verzeichnet sind.

## Kulturgüter
| Foto |                                                                                      | Objekt                                                    | Kat. | Typ | Standort                                                                          | Beschreibung |
| ---- | ------------------------------------------------------------------------------------ | --------------------------------------------------------- | ---- | --- | --------------------------------------------------------------------------------- | --- |
| ja   | Datei hochladen · Wikidata zu Kleehof (Dubois- oder Tschiffeligut) (Q17521855)       | Kleehof (Dubois- oder Tschiffeligut) KGS-Nr.: 00978       | A    | G   | Chleehof 2–8 610657 / 215820                                                      | In den Jahren 1765 bis 1768 durch Niklaus Sprüngli im Auftrag von Johann Rudolf Tschiffeli erbaute Campagne, 1783 durch Carl Ahasver von Sinner erweitert. Axial konzipierte Dreiflügelanlage im barocken Stil, bestehend aus zwei oktogonalen, mit Mansarddächern eingedeckten eingeschossigen Pavillons und dem jüngeren, zentralen zweigeschossigen Hauptbau unter geknicktem Walmdach. |
| ja   | Datei hochladen · Wikidata zu Areal Textilindustrie Elsässer (Q29676458)             | Areal Textilindustrie Elsässer KGS-Nr.: 00977             | B    | G   | Eystrasse 48, 50, 55, (57,) 59, 62, 62c, 63a, 63b, 64, 66, 68, 70 611550 / 214250 | Weitläufige Fabrikanlage der ehemaligen Weberei Elsässer und bedeutendes Denkmal der Industriearchitektur. Zentraler Baukörper ist ein 1871 erbauter dreigeschossiger, zurückhaltend fassadierter Putzbau. An diesen schliesst ein eingeschossiger, mit aufwändigen Gliederungselementen gestalteter Erweiterungsbau von 1905/06 an. Zum Ensemble gehören auch das Kosthaus von 1871, die ehemalige Feinweberei von 1905 (heute Kunstgalerie) sowie die Energiehäuser von 1871 und 1905.                                 |
| ja   | Datei hochladen · Wikidata zu Reformierte Kirche, Pfarrhaus und Kaplanei (Q29672654) | Reformierte Kirche, Pfarrhaus und Kaplanei KGS-Nr.: 00979 | B    | G   | Chilchweg 9, 11, 13 611150 / 214750                                               | 1506/07 über den Fundamenten eines Vorgängerbaus aus dem 11. Jahrhundert errichtetes Kirchengebäude. Ungewöhnlich grosse spätgotische Anlage unter fortlaufendem Satteldach mit rechteckigem Kirchenschiff und dreiseitig schliessendem Chor. Nordseitig schliessen sich die zweigeschossige Sakristei und der Turm aus dem Jahr 1521 an. Am Fusse des Kirchhügels steht das 1636 erbaute und 1779 erweiterte Pfarrhaus, ein spätgotischer Putzbau unter Halbwalmdach und gegenüber diesem die 1563 errichtete Kaplanei. |
| ja   | Datei hochladen · Wikidata zu Tannenheim (Q29672670)                                 | Tannenheim KGS-Nr.: 00980                                 | B    | G   | Zürichstrasse 2 611065 / 215060                                                   | In der Mitte des 18. Jahrhunderts erbauter Landsitz im barocken Stil. Herrschaftlicher Putzbau unter geknicktem Walmdach mit Lukarnen, dessen Fassaden mit Lisenen und Gesimsen gegliedert ist. Als repräsentierende Schaufassaden sind nicht die Längs-, sondern die Schmalseiten ausgebildet. Um die Anlage erstreckt sich eine Parkanlage. |

## Übrige Baudenkmäler
Hinweis: Anstelle der KGS-Nummer wird als Objekt-Identifikator (ID) die Grundstücksnummer verwendet.
| ID   | Foto |                                                      | Objekt                                           | Typ | Standort                               | Beschreibung |
| ---- | ---- | ---------------------------------------------------- | ------------------------------------------------ | --- | -------------------------------------- | ------------ |
| 138  | BW   | Datei hochladen                                      | Kaplanei (1563)                                  | G   | Chilchweg 11 611135 / 214790           |              |
| 140  | BW   | Datei hochladen                                      | Brunnen (2. Hälfte 18. Jh.)                      | K   | Chilchweg N.N.1 611144 / 214814        |              |
| 140  | ja   | Datei hochladen · Wikidata zu Pfarrhaus (Q113330670) | Pfarrhaus (1636)                                 | K   | Chilchweg 9 611122 / 214816            |              |
| 140  | BW   | Datei hochladen                                      | Ventilbrunnen (1893)                             | K   | Chilchweg N.N.2 611102 / 214803        |              |
| 214  | BW   | Datei hochladen                                      | Speicher (1697)                                  | G   | Vilbringen 4 611986 / 214175           |              |
| 214  | BW   | Datei hochladen                                      | Bauernhaus (1795/96)                             | G   | Vilbringen 6 612027 / 214169           |              |
| 239  | BW   | Datei hochladen                                      | Mühlestöckli (1918)                              | G   | Solothurnstrasse 39 610692 / 215505    |              |
| 239  | BW   | Datei hochladen                                      | Mühle (1777)                                     | G   | Solothurnstrasse 41 610683 / 215523    |              |
| 239  | BW   | Datei hochladen                                      | Brunnen (um 1777)                                | K   | Solothurnstrasse N.N.1 610700 / 215537 |              |
| 277  | BW   | Datei hochladen                                      | Fabrikantenvilla (1886)                          | G   | Eystrasse 70 611566 / 214209           |              |
| 280  | BW   | Datei hochladen                                      | Bauernhaus (1727)                                | G   | Bütikofen 4 613261 / 214811            |              |
| 296  | BW   | Datei hochladen                                      | Bauernhaus (1850)                                | G   | Bütikofen 26 613223 / 214370           |              |
| 296  | BW   | Datei hochladen                                      | Gartenhaus (1922)                                | G   | Bütikofen 26c 613203 / 214375          |              |
| 326  | BW   | Datei hochladen                                      | Brunnen (um 1780)                                | K   | Solothurnstrasse N.N.2 610923 / 215290 |              |
| 326  | BW   | Datei hochladen                                      | Wohnstock mit Fabrikanbau (1750/1780)            | G   | Solothurnstrasse 24 610905 / 215287    |              |
| 347  | BW   | Datei hochladen                                      | Elsaesser-Villa (1860/70)                        | G   | Zürichstrasse 5 611101 / 215267        |              |
| 347  | BW   | Datei hochladen                                      | Gartenpavillon (1913)                            | G   | Zürichstrasse 5c 611078 / 215226       |              |
| 396  | BW   | Datei hochladen                                      | Lagerhaus (2. Drittel 18. Jh.)                   | G   | Hauptstrasse 8 611027 / 214868         |              |
| 427  | BW   | Datei hochladen                                      | Molkerei (1888)                                  | G   | Hauptstrasse 13 611021 / 214905        |              |
| 437  | BW   | Datei hochladen                                      | Sigristenhaus (1813)                             | G   | Chilchweg 2 611098 / 214785            |              |
| 471  | BW   | Datei hochladen                                      | Ehemaliger Ofenhaus-Speicher (2. Hälfte 18. Jh.) | G   | Zürichstrasse 2a 611087 / 215057       |              |
| 608  | BW   | Datei hochladen                                      | Bauernhaus (1834)                                | G   | Bütikofen 22 613225 / 214451           |              |
| 611  | BW   | Datei hochladen                                      | Ehemaliges Stöckli (1803)                        | G   | Zürichstrasse 24 611265 / 215574       |              |
| 658  | BW   | Datei hochladen                                      | Villa (1921)                                     | G   | Eyzälg 3 613722 / 213106               |              |
| 679  | BW   | Datei hochladen                                      | Speicher (1716)                                  | G   | Wydenhof N.N. 610072 / 216877          |              |
| 683  | BW   | Datei hochladen                                      | Hotel Sonne (um 1755)                            | G   | Hauptstrasse 19 611052 / 214934        |              |
| 686  | BW   | Datei hochladen                                      | Bauernhaus (1803)                                | G   | Bütikofen 20 613230 / 214557           |              |
| 686  | BW   | Datei hochladen                                      | Speicher (um 1700)                               | G   | Bütikofen 20b 613215 / 214521          |              |
| 722  | BW   | Datei hochladen                                      | Bauernhaus (1834)                                | G   | Bütikofen 15 613336 / 214637           |              |
| 722  | BW   | Datei hochladen                                      | Gartenhäuschen (um 1900)                         | G   | Bütikofen 15c 613319 / 214611          |              |
| 730  | BW   | Datei hochladen                                      | Bauernhaus (1867)                                | G   | Bütikofen 11 613324 / 214773           |              |
| 796  | BW   | Datei hochladen                                      | Ofenhausstöckli (1785)                           | G   | Bütikofen 28 613226 / 214350           |              |
| 799  | BW   | Datei hochladen                                      | Bauernhaus (1. Hälfte 18. Jh.)                   | G   | Bütikofen 14 613276 / 214641           |              |
| 831  | BW   | Datei hochladen                                      | Ofen- und Waschhaus (1862)                       | G   | Bütikofen 8 613297 / 214781            |              |
| 831  | BW   | Datei hochladen                                      | Stöckli (1787)                                   | G   | Bütikofen 10 613301 / 214754           |              |
| 831  | BW   | Datei hochladen                                      | Speicher (1729)                                  | G   | Bütikofen 10a 613278 / 214754          |              |
| 892  | BW   | Datei hochladen                                      | Zollhüsli (um 1790)                              | G   | Solothurnstrasse 15 610892 / 215265    |              |
| 917  | BW   | Datei hochladen                                      | Wohnhaus (1887)                                  | G   | Beundenweg 6 610918 / 214940           |              |
| 1167 | BW   | Datei hochladen                                      | Stöckli (1840)                                   | G   | Vilbringen 3 611962 / 214230           |              |
| 1672 | BW   | Datei hochladen                                      | Direktorenvilla (1867/68)                        | G   | Solothurnstrasse 20 610953 / 215229    |              |
| 1672 | BW   | Datei hochladen                                      | Gartenpavillon (1914)                            | G   | Solothurnstrasse 20b 610962 / 215221   |              |
| 1811 | BW   | Datei hochladen                                      | Ehemaliges Bauernhaus (um 1840)                  | G   | Zürichstrasse 7 611126 / 215357        |              |
| 1951 | BW   | Datei hochladen                                      | Stock (um 1800)                                  | G   | Düttisberg 3 614509 / 213467           |              |
| 1953 | BW   | Datei hochladen                                      | Bürogebäude (um 1910)                            | G   | Eystrasse 59 611566 / 214259           |              |
| 1981 | BW   | Datei hochladen                                      | Ofenhausstöckli (1827)                           | G   | Chleehof 6 610581 / 215857             |              |